# Joseph Gallieni
Joseph Simon Gallieni (24. dubna 1849 – 27. května 1916) byl francouzský důstojník, který působil většinu své kariéry jako vojenský velitel a správce ve francouzských koloniích. Gallieni je nechvalně proslulý na Madagaskaru jako francouzský velitel, který ostrov anektoval, deportoval královnu Ranavalonu III. a zrušil 350 let starou monarchii na ostrově.
Po odchodu na odpočinek byl po vypuknutí první světové války znovu povolán do armády. Jako vojenský guvernér Paříže hrál důležitou roli v první bitvě na Marně, kdy Maunouryho šestá armáda, která byla pod jeho velením, zaútočila na německé západní křídlo. Gallieni ji dokázal poněkud posílit muži, které z hlavního města spěšně poslal na frontu v zabavených pařížských taxících.
Od října 1915 Gallieni působil jako ministr války, rezignoval však na tuto funkci v březnu 1916 poté, co kritizoval výkon francouzského vrchního velitele Josepha Joffreho (svého bývalého podřízeného) během německého útoku na Verdun. V roce 1921 byl posmrtně jmenován maršálem.